# Fabrício Morandi
Pour les articles homonymes, voir Morandi.
Fabrício Morandi (né le 28 avril 1981 à Farroupilha) est un coureur cycliste brésilien. Son frère jumeau Maurício est également coureur cycliste.

## Palmarès et résultats

### Par année
- 2005
  - Prova Ciclística 1º de Maio
  - 2e du Circuito Boa Vista
  - 3e du Tour du Paraná
- 2008
  - 2e du Tour du Paraná

### Classements mondiaux
| Année            | 2005 | 2006 | 2007 |
| ---------------- | ---- | ---- | ---- |
| UCI America Tour | 151e |      | 226e |